# 極上!旅のススメ
『極上!旅のススメ』（ごくじょう!たびのススメ）は、テレビ朝日系列で2016年1月10日から9月25日まで、毎週日曜日の10:00 - 11:45（JST）に放送された旅・情報番組である。
レギュラー放送開始に先駆け、2015年12月5日15:50 - 17:25（JST）にパイロット版が放送された。

## 概要
開始当初（2016年1月 - 2月）は、旅行雑誌社（または、旅の舞台となる地元のタウン情報誌）2社が、オススメの旅プランを作成し、芸能人がそのプランをもとに実際に旅を行う。視聴者はデータ放送を通じて、どちらの旅が良いかを判定することができるというものであったが、3月以後は頻繁にリニューアルを行っている。
- 2016年3月 - 4月：「旅のロケ1つ」と「東京近郊のグルメないし生中継」の構成
- 2016年4月 - 6月：各界で活躍する芸能人や著名人をゲストに迎えて、トークを挟みながら「ゲストとなる旅人のルーツを巡る旅」という構成
基本的には、俳優や芸人としての下積み時代にお世話になった場所（東京・大阪など）と、自身及び両親の出身地の2つの旅から構成されている（一部回は例外あり）。
- 2016年7月 - 9月：草野自ら、ゲストと共に旅をする。生放送のスタジオが廃止され、竹内はナレーションのみの出演となった。途中で草野の1人旅があり、その土地に因んだ人物との対談が行われる。

司会の草野仁は『朝だ!生です旅サラダ』の1993年4月 - 1997年3月以来、18年9か月ぶりに旅番組の司会を務めることになる。また、日曜10:00 - 11:45枠での生放送番組は、夕方に放送枠を移動する前の『報道ステーション SUNDAY』以来、9か月ぶりとなる。
本番組は（レギュラー放送としては）2016年9月25日で番組終了し、翌週10月2日からは『帰れまサンデー』（同番組と『帰れまサンデープラス』の2本立て）がスタートすることが決定しており、本枠での生放送番組は再び途切れることになった。
なお、最終日当日の電子番組表や、テレビ誌の番組表、新聞ラテ欄には[終]マークが付けられていなかったほか、放送内にて番組終了に関する告知がなく、終了とともにそのまま後番組『帰れまサンデー』『帰れまサンデープラス』の番宣告知が流れる形となった。
レギュラー放送終了後は単発特番として継続、2016年11月12日の14:55 - 16:25（「スペシャルサタデー」枠・第3部、関東ローカル）にて、初のスペシャル版が放送された。また、2017年3月12日の13:55 - 15:20（「サンデープレゼント」枠）でも、スペシャル版が放送された。

## 出演者
- 草野仁
2016年6月までは基本的に生放送のスタジオ進行。同年7月以降は旅人として出演。
- 竹内由恵（当時テレビ朝日アナウンサー）
2015年3月まで当該枠で放送されていた『報道ステーション SUNDAY』（同年4月以降は夕方へ移動）以来9か月ぶりの日曜日午前中の生放送担当となった。
2016年6月までは生放送のアシスタント。同年7月以降はナレーター。
- ビビる大木
スペシャル版でのアシスタント。ただし2016年11月12日放送分では、ゲスト扱いだった。

## 放送リスト

### パイロット版
| No. | 放送日              | 放送時間      | 旅先       | 旅行者               | 旅行雑誌社 |
| --- | ------------------- | ------------- | ---------- | -------------------- | ---------- |
| 1   | 2015年12月5日（土） | 15:50 - 17:25 | 伊豆・熱海 | 多岐川裕美、コロッケ | 旅色       |
| 1   | 2015年12月5日（土） | 15:50 - 17:25 | 群馬・尻焼 | 渡辺正行、雛形あきこ | 旅行読売   |

### レギュラー版（2016年1月 - 4月）
| No. | 放送日  | テーマ                                             | 旅先                                               | 旅行者                                                                        | 旅行雑誌社                                              | 備考・脚注                             |
| --- | ------- | -------------------------------------------------- | -------------------------------------------------- | ----------------------------------------------------------------------------- | ------------------------------------------------------- | -------------------------------------- |
| 1   | 1月10日 | 新春！開運古都めぐり                               | 京都                                               | 名取裕子、山村紅葉                                                            | ノジュール                                              |                                        |
| 1   | 1月10日 | 新春！開運古都めぐり                               | 鎌倉                                               | 大和田獏、安田美沙子                                                          | 旅色                                                    |                                        |
| 2   | 1月17日 | 城下町                                             | 松本                                               | 小倉久寛、はいだしょうこ                                                      | じゃらん                                                |                                        |
| 2   | 1月17日 | 城下町                                             | 松山・道後温泉                                     | 市毛良枝、篠山輝信                                                            | ブルーガイド                                            |                                        |
| 3   | 1月24日 | 癒やしの名湯                                       | 下呂温泉                                           | 松崎しげる、芳本美代子                                                        | まっぷる                                                |                                        |
| 3   | 1月24日 | 癒やしの名湯                                       | 伊豆                                               | モト冬樹、姿月あさと                                                          | 旅と鉄道                                                |                                        |
| 4   | 1月31日 | 世界遺産                                           | 白川郷                                             | 宅麻伸、榊原郁恵                                                              | ひだっちマガジン （地元タウン誌）                       |                                        |
| 4   | 1月31日 | 世界遺産                                           | 富士山                                             | 一路真輝、ダイアモンド☆ユカイ                                                 | 旅行読売                                                |                                        |
| 5   | 2月7日  | 市場                                               | 石川県・金沢                                       | 秋野暢子、蟹江一平                                                            | 金澤 （地元タウン誌）                                   | [ 注 4 ]                               |
| 5   | 2月7日  | 市場                                               | 千葉県・銚子                                       | 梅宮辰夫、西村知美                                                            | ブルーガイド                                            | [ 注 4 ]                               |
| 6   | 2月14日 | 写真撮影を楽しみながら、絶品グルメを食べつくす旅。 | 福岡                                               | 渡辺徹                                                                        | Scapes                                                  |                                        |
| 6   | 2月14日 | 写真撮影を楽しみながら、絶品グルメを食べつくす旅。 | 日光                                               | 福田彩乃                                                                      | 旅色                                                    |                                        |
| 7   | 2月21日 | 冬の今だからこそのオススメ旅                       | 熱海                                               | 東ちづる、岩崎宏美                                                            | 旅色                                                    |                                        |
| 7   | 2月21日 | 冬の今だからこそのオススメ旅                       | 札幌                                               | 櫻井淳子、中村昌也                                                            | おとなの週末                                            |                                        |
| 8   | 2月28日 |                                                    | 福島県・会津                                       | 西村和彦、国生さゆり                                                          | 地球の歩き方                                            | [ 注 6 ]                               |
| 8   | 2月28日 | 千葉県・房総                                       | 鈴木砂羽、中川翔子                                 | シュシュアリス                                                                |                                                         | [ 注 6 ]                               |
| 9   | 3月6日  | 草野仁が美女と巡る九州の美味と名湯を満喫する旅     | 大分県（湯布院・別府） 鹿児島県・霧島              | 草野仁、肥後克広（ダチョウ倶楽部） 雛形あきこ、遼河はるひ、春香クリスティーン | 旅色（大分県） ノジュール（霧島）                       | この回は司会の草野が自ら旅をする特別版 |
| 10  | 3月13日 | 横浜・中華街1万円ぶらり旅                          | 横浜・中華街                                       | 橋爪功、林家正蔵 （映画『家族はつらいよ』出演者）                             | ブルーガイド                                            | 六角精児がスタジオゲストとして出演     |
| 10  | 3月13日 | 浅草からの生中継                                   | 浅草（浅草寺仲見世・まるごとにっぽん）             | U字工事                                                                       | -                                                       | 六角精児がスタジオゲストとして出演     |
| 10  | 3月13日 | 日曜日でも食べられる絶品ランチ                     | 都内各地                                           | モト冬樹                                                                      | dancyu                                                  | 六角精児がスタジオゲストとして出演     |
| 11  | 3月20日 | “話題の箱根トレッキング”&“デパ地下グルメ”          | 箱根                                               | 渡辺正行、吉木りさ                                                            | じゃらん                                                | 宇梶剛士がスタジオゲストとして出演     |
| 11  | 3月20日 | “話題の箱根トレッキング”&“デパ地下グルメ”          | 都内各地                                           | 峰竜太                                                                        | dancyu                                                  | 宇梶剛士がスタジオゲストとして出演     |
| 11  | 3月20日 | 駿河湾沼津からの生中継                             | 駿河湾沼津サービスエリア                           | 渡辺徹                                                                        | -                                                       | 宇梶剛士がスタジオゲストとして出演     |
| 12  | 3月27日 | 桜SP&函館の旅                                      | 上野、新宿御苑、井の頭公園、浜離宮、六義園、目黒川 | 渡辺徹                                                                        | 東京ウォーカー                                          | 遼河はるひがスタジオゲストとして出演   |
| 12  | 3月27日 | 桜SP&函館の旅                                      | 函館                                               | 的場浩司、原幹恵                                                              | 男の隠れ家                                              | 遼河はるひがスタジオゲストとして出演   |
| 13  | 4月3日  | いすみ鉄道&ランチパスポート                        | いすみ鉄道                                         | 堀ちえみ、伊藤かずえ                                                          | まっぷる                                                | 柴田理恵がスタジオゲストとして出演     |
| 13  | 4月3日  | いすみ鉄道&ランチパスポート                        | 都内各地                                           | 川合俊一                                                                      | 東京中日企業 （東京都内の「ランチパスポート」編集会社） | 柴田理恵がスタジオゲストとして出演     |
| 13  | 4月3日  | 芹ヶ谷公園からの生中継                             | お花見最強ラーメンFes.                             | U字工事                                                                       | -                                                       | 柴田理恵がスタジオゲストとして出演     |

### レギュラー版（2016年4月 - 6月）
| No. | 放送日  | ゲスト                       | 旅先                                                                       | 備考 |
| --- | ------- | ---------------------------- | -------------------------------------------------------------------------- | --- |
| 14  | 4月10日 | 大和田獏                     | 代々木八幡、福井県敦賀市（大和田の出身地）                                 | |
| 15  | 4月24日 | 今くるよ（今いくよ・くるよ） | 赤坂、京都（明徳商業高校（現：京都明徳高校）、いくよ・くるよの母校）、大阪 | |
| 16  | 5月1日  | 林家たい平                   | 浅草、埼玉県秩父市（たい平の出身地）                                       | |
| 17  | 5月8日  | 間寛平                       | 東京都世田谷区代沢、高知県宿毛市（寛平の出身地）                           | |
| 18  | 5月15日 | 梅沢富美男                   | 十条・上野・浅草、青森県南津軽郡藤崎町（母の出身地）                       | |
| 19  | 5月22日 | 具志堅用高                   | 沖縄県石垣島（具志堅の出身地）・那覇市                                     | |
| 20  | 5月29日 | 舞の海                       | 両国、青森県各地（そのうち鰺ヶ沢町は舞の海の出身地）                       | |
| 21  | 6月5日  | いっこく堂                   | 沖縄県那覇市・沖縄市（いっこく堂の出身地）・うるま市                       | |
| 22  | 6月12日 | 中畑清                       | 横浜、福島県会津若松市・矢吹町（中畑の出身地）                             | ほかにダレノガレ明美、槙原寛己がゲスト出演。                                                                      |
| 23  | 6月19日 | 瀬古利彦                     | 北海道常呂町（瀬古のマラソン現役時代の合宿地）・北見市・網走市             | ほかに秋元才加がゲスト出演。                                                                                      |
| 24  | 6月26日 | キャイ〜ン                   | 江ノ電（鎌倉駅 - 江ノ島駅）                                                | 今回は放送当時、鎌倉のあじさいの見頃であることに因んだ旅。 キャイ〜ンは鎌倉市・藤沢市の出身および所縁者ではない。 |

### レギュラー版（2016年7月 - 9月）
対談時は草野との1対1で対談するため、旅のゲストはこの部分のみ出演しない。
| No. | 放送日  | 旅のゲスト                                                                                   | 対談ゲスト                                    | 旅先 | 備考 |
| --- | ------- | -------------------------------------------------------------------------------------------- | --------------------------------------------- | --- | --- |
| 25  | 7月3日  | 濱田マリ、石井正則（アリtoキリギリス）                                                       | 吉田勝己                                      | 北海道小樽市・ノーザンファーム（草野が一口馬主だったブエナビスタなどの生産牧場）・夕張市                     | 夕張の一部（草野がノーザンファームに行っている間）はゲストのみの旅。 |
| 26  | 7月10日 | 風見しんご、西村知美                                                                         | C・W・ニコル                                  | 長野県軽井沢・信濃町（アファンの森）                                                                         | |
| 27  | 7月24日 | 奈美悦子、篠山輝信                                                                           | 小林茂夫 （自然保護活動家）                   | 沖縄県 | 2日目の最後で、ゲスト2人は那覇空港に向かったが、草野のみ小林氏に会うため1人沖縄に残る形をとった。 |
| 28  | 7月31日 | 渡辺正行、千秋                                                                               | 中田正起 （姫路城修復工事で現場統括した左官） | 姫路（姫路城）、神戸、大阪（ユニバーサルスタジオジャパン）                                                   | |
| 29  | 8月7日  | 佐藤仁美、芳本美代子                                                                         | ※対談なし                                     | 京都 | 今回は「夏の京都」を中心に旅をする回であり、対談は行われなかった。 |
| 30  | 8月14日 | U字工事、小島瑠璃子                                                                          | 笹本恒子                                      | 三浦半島 | |
| 31  | 8月21日 | 篠山輝信、櫻井淳子                                                                           | 中村元風 （現代美術家）                       | 金沢 | 金沢港の一部（漁船に同行部分）は篠山のみ。 |
| 32  | 9月4日  | 山本博（初日のみ）、松木安太郎（2日目のみ）、篠山輝信、サヘル・ローズ、岸博幸（VTR出演のみ） | ※対談なし                                     | 東京都新宿区霞ヶ丘町、世田谷区駒沢、千代田区紀尾井町・大手町、港区新橋、中央区佃・月島                       | 今回は、1964年東京オリンピックを懐かしの映像と共に振り返り、2020年東京オリンピックへの展望を知る特別篇。 初日（1964年の振り返り）に山本、2日目（2020年の展望）に松木がゲスト出演して、それぞれのゆかりの地を訪ねた。対談は設けていない。 岸は2020年の展望の解説としてVTR出演。 |
| 33  | 9月11日 | 水前寺清子、はなわ                                                                           | さだまさし                                    | 長崎県南島原市、島原市（草野が満州国からの引揚後、少年時代を過ごした地）、雲仙市、佐世保市（ハウステンボス） | |
| 34  | 9月18日 | ダンカン、秋元才加                                                                           | 秋吉圭介 （元、照和ブッキングマネージャー）   | 福岡県福岡市中央区、柳川市、太宰府市、春日市                                                                 | |
| 35  | 9月25日 | 渡辺正行、石川梨華                                                                           | ※対談なし                                     | 伊勢神宮 | |

### スペシャル版
| No. | 放送日                | 放送時間      | 旅のゲスト                    | 旅先 | 備考                                                                  |
| --- | --------------------- | ------------- | ----------------------------- | --- | --------------------------------------------------------------------- |
| 1   | 2016年 11月12日（土） | 14:55 - 16:25 | ビビる大木、具志堅用高、IMALU | 東京都江東区猿江、東京都品川区北品川・南品川、神奈川県藤沢市片瀬海岸・江の島、伊勢原市大山、小田原市本町、足柄下郡箱根町塔之澤 |                                                                       |
| 2   | 2017年 3月12日（日）  | 13:55 - 15:20 | コロッケ、古閑美保、IMALU     | 熊本県 | 当初は2016年4月17日に放送予定だったが、後述の理由で延期になっていた。 |
| 3   | 2017年 6月18日（日）  | 13:55 - 15:20 | ナイツ 山根千佳 本郷杏奈      | 相撲部屋、東京湾岸、浅草 |                                                                       |

### 備考
- 当該番組枠では、『美女たちの日曜日』の放送がスタートした2015年4月以降、全編ネットワークセールス枠の番組でありながら、CMは全編ローカルセールスとなっていた。本番組でも放送開始から2016年4月3日までは同様の方式であったが、2016年4月10日以降は番組終盤（11:30以降）にネットスポンサーが付いた。
- 2016年4月17日は、平成28年熊本地震の情報を伝えるため、『ワイド!スクランブル・特別編』を放送したため休止となった。予定通り放送されていれば、内容は熊本県出身のコロッケが同県と豊島区を訪問する企画であった。2017年3月12日に延期し、改めて旅をする形（再編集）での放送となった。
- 2016年7月17日は『スポーツサンデー 夏祭りスペシャル』をこの日の『スポーツサンデー』の通常放送[注 8]とは別に放送したため、休止[注 9]。
- 2016年8月28日は『スポーツサンデー リオの次はサッカーだ!日本代表応援スペシャル』をこの日の『スポーツサンデー』の通常放送とは別に放送したため、休止。

## スタッフ
- ナレーション：キートン山田、藤田弓子、竹内由恵（テレビ朝日アナウンサー）
- 構成：外山信行（毎週）、佐藤允彦、山下直美、渡邉賢史、鹿谷忠弘、生貝宏治、猪股有紀子（週替り）
- カメラ：速形豪、松原由華、横垣哲也、澤江篤、中村敦、杉村智司、佐野孝治、塩口榮助、小川徹、橋本稔、鈴木克典、薬袋孝人、中島せいや、二宮塁、水口智博
- 照明：平田孝浩、岩永智宏、末永大介、藤井蓮太
- 音声：大庭亜沙美、奥山雅章、笠原祥希、古市温、岡本隆朗
- VE：三宅弘記、松崎卓海、富高一敬、一丸雅彦、竹内秀樹
- CA：米田喬
- 編集：室井智之、今野友貴、田中誠一、島崎晃、橋口愛、谷内和正、真木伸彦、押鐘慎司、飯千洋祐、雨宮聡、邉見和子（週替り）
- MA：前田悠貴、渡辺貴代司、吉村良太郎、斉藤冬彦、赤川淳、松尾友弥、内山祐希、吉田隆、名塚真人、山内祐希（週替り）
- 音効：有木岳人、谷口朱里（共に以前は週替りで担当）
- CG：藤井健一
- タイトル：原田甫
- 編成：大松宏樹
- 宣伝：石田みう
- 美術協力：テレビ朝日クリエイト
- 技術協力：TSP、九州東通、ワークショット、オフィスべんけい
- ロケ技術：テックサービス、マリポーサカンパニー、池田屋、スウィッシュ・ジャパン、ウィッシュプロ（Wish Pro）、大沼プランニング
- TK：中里優子、安達真理
- デスク：佐藤まゆみ
- AP：門脇麻衣、山田晃菜、柴田泉、宮本知佳、藤林千絵、中松希、羽根葵、中村慎司、細川紫乃
- AD：西塚佳恭、朝稲弥生、角田佳祐、村上義徳、黒田拓也、岡本華緒莉、木村康子、惣慶清仁、作美彩香、緒方美咲、奥出博貴、菅原広、山崎彩子、森田聖士、高田裕治、鍵谷隆、那須美都（週替り）
- ディレクター：山田俊介、小林実、井上淳矢、大錦玄孝、辻仁史、島田健司、相川武史、相馬信雄、大村喜範、井上こうき、西岡奈美、北村要、笹岡亮二、青木亮、勝村武史、小林真木子、豊島浩行、植松一裕、白形隆幸、田中洋右、北野裕隆、永居進也、橋本行司、日向健（週替り）
- プロデューサー：松井正樹、大西義人・堀田浩司・土井順司（ViViA）（松井・大西・堀田→共に毎週）、久秋伸雄（大河プロダクション）、花田好昭（ブルースモービル）、菅慶彦・芦谷譲（エースタッフ）、富安いたる（BEGlN）、小泉美華（ドラゴンエンタテインメント）、鈴木則寿（ウッドオフィス）、大本慎太郎・市岡まさひこ（トップシーン）（週替り）
- ゼネラルプロデューサー：山下浩司
- チーフプロデューサー：河口勇治
- 制作協力：ViViA（毎週）、トップシーン、大河プロダクション、ブルースモービル、ウッドオフィス、エースタッフ、BEGlN、ドラゴンエンタテイメント（週替り）
- 制作著作：テレビ朝日

### 過去のスタッフ
- TM：福元昭彦
- TD：清水美保、渡辺晃一
- CAM：渡邊良平、住田清志、五木田智、高橋謙太、星和宏、吉田千明
- MlX：加藤翠、林田群士、安食愛美
- VE：伊藤洋人、東那美、平田壮之介、鈴木太作、武田伸也
- 音声：内野陽介
- 照明：中本明人、木内聡
- 美術：小山晃弘
- デザイン：近藤千春
- 美術進行：柴田岳
- 小道具：塚谷将朗
- 大道具：野村昭夫
- メイク：川口カツラ店
- 音効：谷木田久貴、高橋幸輝、山﨑夏穂、大島亮、有坂香、田尻夕、金子寛史（週替り）
- 宣伝：井上恵莉子、谷俊之
- AD：河渕力、鈴木優希（河渕・鈴木→共に毎週）
- ディレクター：松本能幸、森田重雄（松本・森田→共に毎週）

## ネット局
| 放送対象地域   | 放送局                       | 系列           | 放送日時           | ネット状況 |
| -------------- | ---------------------------- | -------------- | ------------------ | ---------- |
| 関東広域圏     | テレビ朝日（EX）             | テレビ朝日系列 | 日曜 10:00 - 11:45 | 制作局     |
| 北海道         | 北海道テレビ（HTB）          | テレビ朝日系列 | 日曜 10:00 - 11:45 | 同時ネット |
| 青森県         | 青森朝日放送（ABA）          | テレビ朝日系列 | 日曜 10:00 - 11:45 | 同時ネット |
| 岩手県         | 岩手朝日テレビ（IAT）        | テレビ朝日系列 | 日曜 10:00 - 11:45 | 同時ネット |
| 宮城県         | 東日本放送（KHB）            | テレビ朝日系列 | 日曜 10:00 - 11:45 | 同時ネット |
| 秋田県         | 秋田朝日放送（AAB）          | テレビ朝日系列 | 日曜 10:00 - 11:45 | 同時ネット |
| 山形県         | 山形テレビ（YTS）            | テレビ朝日系列 | 日曜 10:00 - 11:45 | 同時ネット |
| 福島県         | 福島放送（KFB）              | テレビ朝日系列 | 日曜 10:00 - 11:45 | 同時ネット |
| 長野県         | 長野朝日放送（abn）          | テレビ朝日系列 | 日曜 10:00 - 11:45 | 同時ネット |
| 新潟県         | 新潟テレビ21（UX）           | テレビ朝日系列 | 日曜 10:00 - 11:45 | 同時ネット |
| 静岡県         | 静岡朝日テレビ（SATV）       | テレビ朝日系列 | 日曜 10:00 - 11:45 | 同時ネット |
| 石川県         | 北陸朝日放送（HAB）          | テレビ朝日系列 | 日曜 10:00 - 11:45 | 同時ネット |
| 中京広域圏     | 名古屋テレビ（メ～テレ/NBN） | テレビ朝日系列 | 日曜 10:00 - 11:45 | 同時ネット |
| 近畿広域圏     | 朝日放送（ABC）              | テレビ朝日系列 | 日曜 10:00 - 11:45 | 同時ネット |
| 広島県         | 広島ホームテレビ（HOME）     | テレビ朝日系列 | 日曜 10:00 - 11:45 | 同時ネット |
| 山口県         | 山口朝日放送（yab）          | テレビ朝日系列 | 日曜 10:00 - 11:45 | 同時ネット |
| 香川県・岡山県 | 瀬戸内海放送（KSB）          | テレビ朝日系列 | 日曜 10:00 - 11:45 | 同時ネット |
| 愛媛県         | 愛媛朝日テレビ（eat）        | テレビ朝日系列 | 日曜 10:00 - 11:45 | 同時ネット |
| 福岡県         | 九州朝日放送（KBC）          | テレビ朝日系列 | 日曜 10:00 - 11:45 | 同時ネット |
| 長崎県         | 長崎文化放送（ncc）          | テレビ朝日系列 | 日曜 10:00 - 11:45 | 同時ネット |
| 熊本県         | 熊本朝日放送（KAB）          | テレビ朝日系列 | 日曜 10:00 - 11:45 | 同時ネット |
| 大分県         | 大分朝日放送（OAB）          | テレビ朝日系列 | 日曜 10:00 - 11:45 | 同時ネット |
| 鹿児島県       | 鹿児島放送（KKB）            | テレビ朝日系列 | 日曜 10:00 - 11:45 | 同時ネット |
| 沖縄県         | 琉球朝日放送（QAB）          | テレビ朝日系列 | 日曜 10:00 - 11:45 | 同時ネット |
| 富山県         | チューリップテレビ（TUT)     | TBS系列        | 不定期放送         | 遅れネット |

### 一部系列局でのネット返上について
- 一部系列局では、地元の高校野球地方大会（県大会等）中継に伴い、臨時でネットを返上する回が生じた。また、朝日放送では2016年8月7日と14日に夏の高校野球中継を優先したため、ネット返上となった。
- 2016年3月6日、静岡朝日テレビでは、『静岡マラソン2016』放送のため、ネット返上。